# Al Ferrari
Albert R. "Al" Ferrari (Nueva York, Nueva York, 6 de julio de 1933-San Luis, Misuri, 2 de mayo de 2016) fue un jugador de baloncesto estadounidense que jugó seis temporadas en la NBA. Con 1,88 metros de estatura, lo hacía en la posición de base.

## Trayectoria deportiva

### Universidad
Jugó durante cuatro temporadas con los Spartans de la Universidad Estatal de Míchigan, en las que promedió 16,8 puntos por partido. En 1953 y 1955 fue incluido en el segundo mejor quinteto de la Big Ten Conference.

### Profesional
Fue elegido en la decimoséptima posición del Draft de la NBA de 1955 por St. Louis Hawks, donde jugó una primera temporada en la que promedió 8,0 puntos y 2,7 rebotes por partido. Al año siguiente tuvo que incorporarse al servicio militar, no regresando a las pistas hasta la temporada 1958-59.
Jugó cuatro temporadas más con los Hawks, siempre como suplente de Cliff Hagan, siendo la más destacada la temporada 1959-60, en la que alcanzaron las Finales en las que cayeron derrotados por los Boston Celtics, algo que se repetiría al año siguiente. Ferrari promedió 8,6 puntos y 2,6 asistencias por partido.
En 1962 fue traspasado junto a Shellie McMillon a los Chicago Packers, que antes del comienzo de la nueva temporada se convertirían en los Chicago Zephyrs, a cambio de Bill Bridges y Ralph Davis. Allí sólo jugó 18 partidos antes de ser cortado y retirarse definitivamente, promediando 2,1 puntos.

## Estadísticas de su carrera en la NBA

### Temporada regular
| Temporada | Edad | Equipo          | Liga | P   | TIT | MIN  | TC  | TCA | %TC  | 3P | 3PA | %3P | TL  | TLA | %TL  | R.OF. | R.DEF. | REB | ASIS | ROB | TAP | PER | FP  | PTS |
| 1955-56   | 22   | St. Louis Hawks | NBA  | 68  |     | 23.7 | 2.8 | 7.9 | .358 |    |     |     | 2.4 | 3.5 | .695 |       |        | 2.7 | 2.4  |     |     |     | 2.8 | 8.0 |
| 1958-59   | 25   | St. Louis Hawks | NBA  | 72  |     | 16.5 | 1.9 | 5.3 | .348 |    |     |     | 2.0 | 2.8 | .729 |       |        | 2.0 | 1.7  |     |     |     | 2.2 | 5.7 |
| 1959-60   | 26   | St. Louis Hawks | NBA  | 71  |     | 22.1 | 3.0 | 7.4 | .413 |    |     |     | 2.5 | 3.2 | .782 |       |        | 2.3 | 2.6  |     |     |     | 2.9 | 8.6 |
| 1960-61   | 27   | St. Louis Hawks | NBA  | 63  |     | 16.4 | 1.9 | 5.2 | .357 |    |     |     | 1.5 | 1.8 | .819 |       |        | 1.8 | 2.3  |     |     |     | 2.5 | 5.2 |
| 1961-62   | 28   | St. Louis Hawks | NBA  | 79  |     | 25.9 | 2.6 | 7.4 | .357 |    |     |     | 2.2 | 2.8 | .799 |       |        | 2.7 | 4.0  |     |     |     | 3.5 | 7.5 |
| 1962-63   | 29   | Chicago Zephyrs | NBA  | 18  |     | 7.7  | 0.7 | 2.1 | .324 |    |     |     | 0.8 | 0.9 | .824 |       |        | 0.7 | 0.8  |     |     |     | 1.2 | 2.1 |
| Total     |      |                 | NBA  | 371 |     | 20.4 | 2.4 | 6.4 | .368 |    |     |     | 2.1 | 2.7 | .760 |       |        | 2.2 | 2.5  |     |     |     | 2.7 | 6.8 |

### Playoffs
| Temporada | Edad | Equipo          | Liga | P  | MIN | TCA | TC  | 3PA | 3P | TLA | TL  | R.OF. | REB | ASIS | ROB | TAP | PER | FP | PTS | %TC  | %3P | %FT  | MIN  | PTS  | REB | AST |
| 1955-56   | 22   | St. Louis Hawks | NBA  | 8  | 264 | 32  | 85  |     |    | 54  | 70  |       | 33  | 24   |     |     |     | 28 | 118 | .376 |     | .771 | 33.0 | 14.8 | 4.1 | 3.0 |
| 1958-59   | 25   | St. Louis Hawks | NBA  | 6  | 173 | 14  | 40  |     |    | 20  | 25  |       | 15  | 15   |     |     |     | 25 | 48  | .350 |     | .800 | 28.8 | 8.0  | 2.5 | 2.5 |
| 1959-60   | 26   | St. Louis Hawks | NBA  | 9  | 142 | 15  | 38  |     |    | 10  | 18  |       | 9   | 15   |     |     |     | 13 | 40  | .395 |     | .556 | 15.8 | 4.4  | 1.0 | 1.7 |
| 1960-61   | 27   | St. Louis Hawks | NBA  | 10 | 157 | 20  | 44  |     |    | 10  | 17  |       | 22  | 21   |     |     |     | 31 | 50  | .455 |     | .588 | 15.7 | 5.0  | 2.2 | 2.1 |
| Total     |      |                 | NBA  | 33 | 736 | 81  | 207 |     |    | 94  | 130 |       | 79  | 75   |     |     |     | 97 | 256 | .391 |     | .723 | 22.3 | 7.8  | 2.4 | 2.3 |